# Темна саламандра північна
Темна саламандра північна (Desmognathus fuscus) — вид земноводних з роду Темна саламандра родини Безлегеневі саламандри. Інша назва «тюленіва саламандра».

## Опис
Загальна довжина досягає 10 см. За своєю будовою схожа на інших представників свого роду. За своєю формою морда нагадує тюленя. Звідси походить інша назва цієї саламандри. Забарвлення темно-коричневе. Молоді особини дуже мінливі за забарвленням, вони світліші дорослих і часто з червонуватими плямами.

## Спосіб життя
Полюбляє заплави, луки, ліси, місця уздовж струмків. Зустрічається під опалим листям у вологих тінистих місцях. Активна у сутінках й вночі. Живиться дощовими хробаками, багатоніжками, молюсками, мокрицями і комахами.
У липні-серпні відбувається розмноження. Самець своїм підборіддям, де розташовані особливі залози, що виділяють секрет, які збуджують самицю, треться об її морду. Після цього він передає їй в клоаку сперматофори. Через деякий час самиця у поглиблення ґрунту або під каміння відкладає 12—26 яєць діаметром 3 мм у вигляді ікряних грудок. Вона обвиває кладку своїм тілом і не залишає яйця до моменту появи личинок. Личинки з'являються завдовжки 1,5—1,6 см, з короткими зовнішніми зябрами. Вони розвиваються у воді 7—9 місяців, метаморфоза завершується при довжині 4,3—4,5 см.

## Розповсюдження
Мешкає від Квебеку та Нью-Брансвік (Канада) до штатів Луїзіана й Флорида (США).